# Netphen
Netphen [ˈnɛtfən] (mundartlich Netphe) ist eine Mittelstadt im Kreis Siegen-Wittgenstein in Nordrhein-Westfalen.

## Geografie

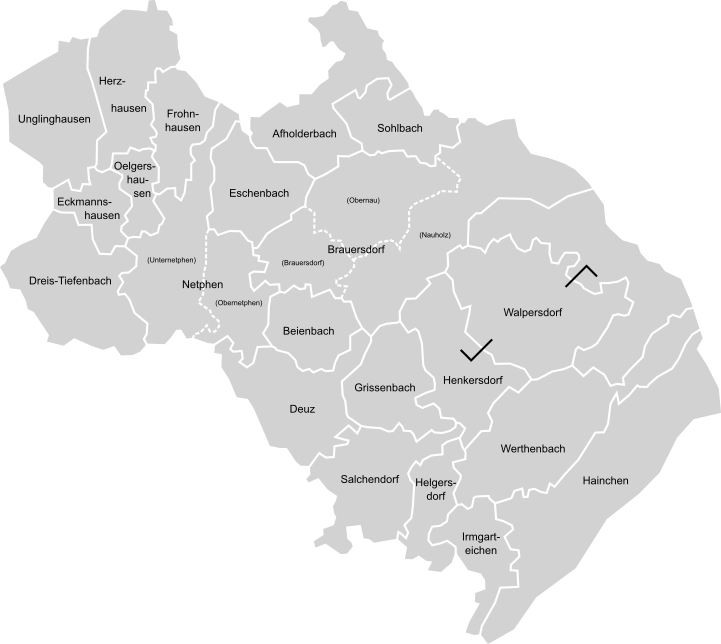
Ortsteile von Netphen

Netphen liegt im Südwesten des Rothaargebirges im Siegerland, das an der nordöstlichen Stadtgrenze ans Wittgensteiner Land grenzt. Die Kernstadt von Netphen befindet sich etwa 6,5 km (Luftlinie) nordöstlich der Innenstadt von Siegen. Das Stadtgebiet ist durch eine Landschaft mit zahlreichen Bergrücken und Tälern geprägt. Einige Stadtteile liegen im Südteil des Naturparks Sauerland-Rothaargebirge.

### Gewässer
Durch Netphen fließt die Sieg. Größere Fließgewässer im Stadtgebiet sind unter anderem der Werthenbach, dessen Zufluss Geiersgrundbach, die Netphe, der Dreisbach und die Obernau, welche die nach ihr benannte Obernautalsperre bei Brauersdorf speist. Sie ist neben der Breitenbachtalsperre bei Hilchenbach die zweite Talsperre, die vom Wasserverband Siegen-Wittgenstein betrieben wird. Im Netphener Stadtgebiet entspringen die Siegquelle (nordöstlich von Walpersdorf), die Lahnquelle bei Lahnhof, und wenige Kilometer nordwestlich der Sieg die Eder.

### Berge
Große Teile des Netphener Stadtgebiets befinden sich im Rothaargebirge oder in den Siegerländer Rothaar-Vorhöhen. Höchste Berge im Stadtgebiet sind mit jeweils 676,5 m ü. NHN die Oberste Henn und mit 676,3 m ü. NHN der Jagdberg. Die meisten der hohen Berge im Netpherland befinden sich westlich und östlich entlang der Eisenstraße. Weitere markante Berge in Netphen sind der Söhler, der Haferhain, die Alte Burg mit gleichnamiger Wallanlage und der Heinenberg.

### Nachbargemeinden
Nachbargemeinden bzw. -städte Netphens sind Hilchenbach im Norden, Erndtebrück im Nordosten, Bad Laasphe im Osten, Dietzhölztal (Lahn-Dill-Kreis, Hessen) im Südosten, Haiger (Lahn-Dill-Kreis) und Wilnsdorf im Süden, Siegen im Südwesten und Westen sowie Kreuztal im Nordwesten.

### Stadtgliederung

#### Stadtteile
Netphen besteht aus 21 Ortsteilen, die teilweise schon Teil des alten Amtes Netphen waren:
- Afholderbach
- Beienbach
- Brauersdorf (Gemarkungen Brauersdorf, Nauholz und Obernau)
- Deuz
- Dreis-Tiefenbach
- Eckmannshausen
- Eschenbach
- Frohnhausen
- Grissenbach
- Hainchen
- Helgersdorf
- Herzhausen
- Irmgarteichen
- Nenkersdorf
- Netphen (umfasst die Gemarkungen Nieder- und Obernetphen)
- Oelgershausen
- Salchendorf
- Sohlbach
- Unglinghausen
- Walpersdorf
- Werthenbach

#### Kernort Netphen

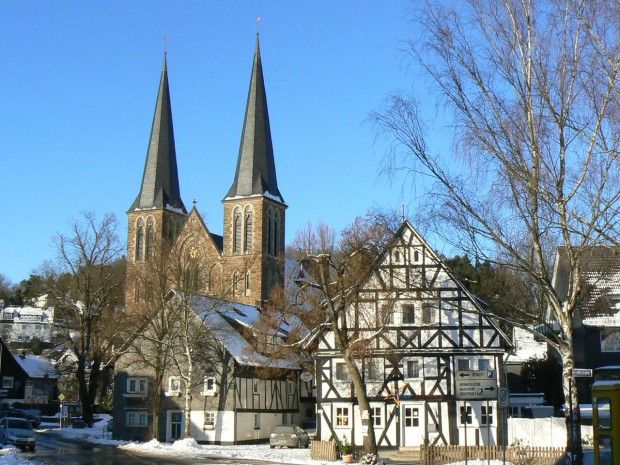
Die Altstadt von Netphen

Die Kernstadt Netphen ist der größte Stadtteil Netphens. Der Ort liegt auf rund 283 m Höhe und dehnt sich in den Gemarkungen Nieder- und Obernetphen über etwa 10,7 km² Fläche aus. Die Bevölkerung umfasst 6104 Einwohner (Stand 31. Dezember 2013).
Netphen verfügt über die Grundschule Netphen mit ihren zwei Standorten Obernetphen und Niedernetphen, eine Sekundarschule, ein Gymnasium, das Rathaus der Stadt sowie den Freizeitpark Netphen (N-Flow) mit einem Hallen- und Freibad inklusive Saunabereich, zwei Indoorsoccer-Feldern, einem Fitnessstudio sowie einer Trampolinhalle.
Sehenswürdigkeiten sind unter anderem die evangelische Martinikirche, die simultane St. Peterskapelle, die katholische Pfarrkirche St. Martin und die katholische Kreuzbergkapelle.

### Klima
Aufgrund der hohen Erhebungen außerhalb des Stadtgebiets ist das Klima in Netphen sehr unterschiedlich. Nicht selten wird im Ortskern bereits der Frühling ausgerufen, während auf den Bergen noch Schnee liegt. Die Temperatur nimmt mit der Höhe stark ab. Dies kann man besonders gut in den Wintermonaten beobachten. Dabei unterscheiden sich die Temperaturen zwischen Berg und Tal (Höhenunterschied etwa 400 m) teilweise um 5 bis 6 °C. Bei  Inversionswetterlagen werden oft Temperaturen von unter −15 °C erreicht. Die Schneehöhe variiert je nach Höhenlage zwischen 20 und 30 cm im Tal und bis zu 70 cm in den Bergen.
Die Meteomedia AG hat eine vollautomatische Wetterstation in Netphen stationiert. In klaren, windstillen Nächten kann es auch im Sommer empfindlich kalt werden. Im Talkessel, in dem die Kaltluft zu Boden sinkt, können dann Temperaturen nahe der 0 °C-Marke erreicht werden. Daher befindet sich Netphen auch häufig in der von Meteomedia ausgestellten „Hitliste“ der kältesten Orte mit morgendlichen Minimumtemperaturen. Die Temperatur steigt im Laufe des Tages jedoch rapide, so dass durchaus 25 °C erreicht werden können. Im Höhepunkt des Sommers werden dann meist Temperaturen von bzw. über 30 °C gemessen. Mit rund 900 mm im Stadtgebiet und bis zu 1350 mm Niederschlag beim Forsthaus Hohenroth pro Jahr wird die Landwirtschaft erheblich erschwert.

## Geschichte
Siedlungsreste deuten auf eine frühe Besiedlung aus der Zeit um 500 v. Chr. hin, da aus der La-Tène-Zeit archäologische Funde vorliegen. Schon die Kelten haben zu jener Zeit den Holz- und Erzreichtum der Region genutzt, wurden im Laufe der Zeit jedoch von den nach Süden wandernden Germanen verdrängt. In dieser Zeit sind wohl einige Festungen der Kelten entstanden, so z. B. die sog. alte Burg, ein Berg, auf dem höchstwahrscheinlich eine keltische Fliehburg stand. Im Mittelalter gehen die ersten Erwähnungen dieser Netpher Region auf das 11. Jahrhundert zurück. Wie in den meisten Teilen des alten Kreises Siegen wurde das Fürstenhaus Nassau als Landesherren von Netphen genannt. 1215 wurden die Herren von Hain auf Burg Hainchen aufgeführt.
1239 übertrug Graf Heinrich II. der Reiche von Nassau auf Bitten seines Lehnsmannes Friedrich vom Hain dem Prämonstratenserinnen-Kloster Stift Keppel die Einkünfte des Netphener Kirchspiels. Dieses ist zugleich die erste urkundliche Erwähnung von Netphen. Der Ortsteil Niedernetphen wurde im Jahr 1439 erstmals urkundlich erwähnt.
Am 28. Juli 1590 zerstörte ein Blitzschlag den Turm der Netphener Kirche.
Namensgebend für den Nordost-Teil des Siegerlandes – des Netpherlands –, insbesondere für die Gegend um Irmgarteichen, war Graf Johann VII. von Nassau-Siegen, durch dessen Testament aus dem Jahr 1621 die Region an seinen ältesten Sohn Johann VIII. (1583–1638) fiel. In den Jahren von 1635 bis 1637 wütete die Pest. Für den 3. Mai 1643 liegen Berichte von einem Überfall räuberischer Truppen auf Netphen vor, bei dem die Siedlung geplündert und weitgehend zerstört wurde. Im Jahre 1742 gelangte Netphen – wie alle anderen Gebiete nördlich der Lahn – an den Prinzen Wilhelm Karl Friso von Oranien, Fürst von Nassau-Dietz und Erbe der Vereinigten Niederlande.
Napoleon schlug das Siegerland im Zuge seiner Neuordnung Deutschlands dem Großherzogtum Berg zu. Diese Veränderung wurde allerdings 1813 rückgängig gemacht und Netphen wurde wieder Eigentum der Oranier. 1815 verzichteten diese auf alle deutschen Landesteile und Netphen kam 1816 an das Königreich Preußen.
Am 1. Januar 1969 entstand im Zuge der kommunalen Neuordnung die Großgemeinde Netphen. Diese erlangte am 30. Juni 1997 mit der Überschreitung der 25.000-Einwohnermarke Stadtstatus. Kurz vor Beginn des neuen Jahrtausends am 1. Januar 2000 wurde Netphen offiziell zur Stadt erklärt und hat den Status einer mittleren kreisangehörigen Stadt.
Vom 15. bis zum 17. August 2014 fand die 775-Jahr-Feier von Netphen mit einem stehenden Festzug statt. Es wurden etwa 40.000 Besucher gezählt.

### Telefonvorwahlen
Kurios ist bis heute, dass es in Netphen mehr als zwei Telefonvorwahlen gibt. Während dem Hauptort die Vorwahl 02738 zugewiesen wurde, sind das Amt Netphen-Deuz und die östlicheren Ortschaften über die Vorwahl 02737 zu erreichen. In einigen Orten werden jedoch Vorwahlen angrenzender Städte verwendet, so sind Dreis-Tiefenbach über 0271 (Siegen), Unglinghausen über 02732 (Kreuztal, seit 1911) und Herzhausen über 02733 (Hilchenbach) zu erreichen. Die angrenzenden Wilnsdorfer Ortsteile Gernsdorf, Rudersdorf und Flammersbach sind dagegen über die Netphen-Deuzer Vorwahl 02737 zu erreichen, stehen aber im Telefonbuch unter Wilnsdorf. Diese Zuordnung wurde von der Post vor der heutigen Gliederung Netphens vorgenommen und hat sich bis heute im Telefonnetz erhalten. Sie liegt hauptsächlich in der Entfernung der Dörfer zu den Vermittlungsstellen begründet.

### Ortsname
Im Jahr 1239 ist der Ort als Nepphe verschriftlicht und 1257 als Netphe. Der Ortsname geht auf den Fluss Netphe zurück, dessen Ausgangswort *Natapa (siehe -apa) gewesen sein könnte. Die Bedeutung wäre dann ‚benetzender Wasserlauf‘.

### Einwohnerentwicklung

#### Stadt Netphen
Amtliche Einwohnerzahlen der Gemeinde bzw. Stadt Netphen seit ihrer Gründung
| Jahr | Einwohner |
| ---- | --------- |
| 1969 | 19.695    |
| 1970 | 20.435    |
| 1971 | 20.847    |
| 1972 | 20.902    |
| 1973 | 21.353    |
| 1974 | 21.573    |
| 1975 | 21.630    |
| 1976 | 21.649    |
| 1977 | 21.632    |
| 1978 | 21.683    |

| Jahr | Einwohner |
| ---- | --------- |
| 1979 | 22.035    |
| 1980 | 22.437    |
| 1981 | 22.414    |
| 1982 | 22.594    |
| 1983 | 22.619    |
| 1984 | 22.498    |
| 1985 | 22.564    |
| 1986 | 22.627    |
| 1987 | 22.048    |
| 1988 | 22.257    |

| Jahr | Einwohner |
| ---- | --------- |
| 1989 | 22.758    |
| 1990 | 23.293    |
| 1991 | 23.792    |
| 1992 | 24.146    |
| 1993 | 24.319    |
| 1994 | 24.588    |
| 1995 | 24.897    |
| 1996 | 24.943    |
| 1997 | 25.106    |
| 1998 | 25.027    |

| Jahr | Einwohner |
| ---- | --------- |
| 1999 | 25.048    |
| 2000 | 25.034    |
| 2001 | 25.038    |
| 2002 | 25.078    |
| 2003 | 25.117    |
| 2004 | 24.855    |
| 2005 | 24.679    |
| 2006 | 24.568    |
| 2007 | 24.500    |
| 2008 | 24.349    |

| Jahr | Einwohner |
| ---- | --------- |
| 2009 | 24.234    |
| 2010 | 24.101    |
| 2011 | 23.961    |
| 2012 | 23.844    |
| 2013 | 23.051    |
| 2016 | 23.356    |
| 2019 | 23.081    |

#### Kernort Netphen
Einwohnerzahlen der Kernstadt:
| Jahr | Einwohner     | Einwohner   | Einwohner |
| Jahr | Niedernetphen | Obernetphen | Gesamt    |
| ---- | ------------- | ----------- | --------- |
| 1818 | 497           | 336         | 833       |
| 1885 | 737           | 404         | 1141      |
| 1895 | 791           | 443         | 1234      |
| 1905 | 934           | 470         | 1404      |
| 1910 | 1009          | 541         | 1550      |
| 1925 | 1401          | 732         | 2133      |
| 1933 | 1447          | 750         | 2197      |
| 1939 | 1634          | 787         | 2121      |

| Jahr | Einwohner     | Einwohner   | Einwohner |
| Jahr | Niedernetphen | Obernetphen | Gesamt    |
| ---- | ------------- | ----------- | --------- |
| 1950 | 2108          | 696         | 2804      |
| 1961 | 2779          | 1346        | 4125      |
| 1967 | 3050          | 1668        | 4718      |
| 1994 |               |             | 6054      |
| 2005 |               |             | 6357      |
| 2009 |               |             | 6159      |
| 2012 |               |             | 6138      |
| 2013 |               |             | 6104      |

## Religion
In Netphen gesamt gibt es annähernd gleich viel römisch-katholische wie evangelische (reformierte und lutherische) Christen, wobei es zwischen den einzelnen Orten durchaus Unterschiede gibt. In der Stadt bestehen einige Freikirchen: Die Christliche Versammlung Dreis-Tiefenbach, die Freie evangelische Gemeinde Netphen und die Gemeinschaft Deuz.

## Politik
- CDU: 12
- SPD: 9
- UWG: 7
- Grüne: 4
- FDP: 2

### Stadtrat
Die 34 Sitze des Stadtrates verteilen sich wie folgt:
|      | CDU | SPD | UWG | GRÜNE | FDP | Die Linke | Gesamt |
| 2020 | 12  | 9   | 7   | 4     | 2   | –         | 34     |
| 2014 | 14  | 10  | 5   | 2     | 2   | 1         | 34     |

Hinzu kommt die Stimme des Bürgermeisters Paul Wagener (parteilos).

### Bürgermeister
- 1969–1989: Josef Zimmermann (CDU) (* 23. Januar 1923; † 2. März 2009)[21]
- 1989–1994: Helmut Buttler (SPD)[22]
- 1994–2009: Rüdiger Bartsch[23] (* 17. April 1943; † 25. Juni 2015)
- seit 21. Oktober 2009: Paul Wagener (parteilos); bei der Kommunalwahl 2015 mit 59,31 %[24] und 2020 mit 53,0 %[25] der Stimmen wiedergewählt worden.

### Wappen und Banner
| Wappen von Netphen | Blasonierung: „Erhöht geteilt von Blau und Gold; oben ein von sieben goldenen Schindeln begleiteter, wachsender, rot bewehrter goldener Löwe, unten ein springender, rot gezungter, schwarzer Keiler.“ |
| Wappen von Netphen | Wappenbegründung: Es handelt sich oben um den nassauischen Löwen. Der springende Eber ist eine Nachbildung des ältesten erhaltenen Siegerländer Gerichtssiegels aus dem Jahr 1467. Es gehörte den „Schöffen tzo Netfe ind Irmgarteichen“. Das Sinnbild des Netpher hat seinen Ursprung im heidnischen Julfest, wo der Eber den Göttern geopfert wurde. Das Recht, das Wappen zu führen, wurde der Stadt Netphen mit Urkunde vom 17. August 1937 vom Oberpräsidenten der Provinz Westfalen verliehen. |

Banner der Stadt Netphen

Der Stadt Netphen ist mit Urkunde des Regierungspräsidenten in Arnsberg vom 8. März 1974 das Recht zur Führung eines Wappens, eines Siegels und eines Banners verliehen worden. Das Banner wird in der Hauptsatzung der Stadt folgendermaßen beschrieben: „Die Flagge in Bannerform ist von blau zu gelb im Verhältnis 1:1 längs gestreift und zeigt in der Mitte des oberen Drittels den Wappenschild der Stadt Netphen.“

### Städtepartnerschaften
- Sagan (Polen), seit 1995[26]

Partnerschaftliche Beziehungen
- Quiévy (Frankreich)
- Hohenelbe (Tschechien)

## Kultur und Sehenswürdigkeiten

### Bauwerke und Sehenswürdigkeiten

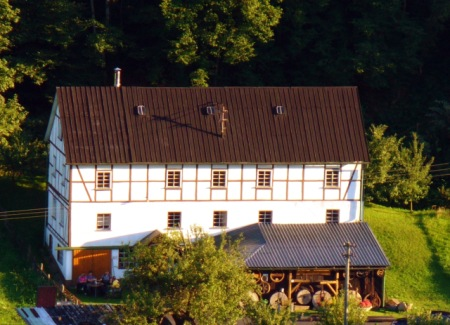
Mühle in Nenkersdorf

- Heimatmuseum

Seit 1996 existiert im Heimatmuseum ein großer Ausstellungsraum mit Zeugnissen der Vor- und Frühgeschichte. Schwerpunkt ist die traditionelle Wirtschaft des Netpherlandes mit Gerberei, Köhlerei sowie Haubergswirtschaft, Hude und Imkerei. Im selben Gebäude befindet sich auch das Kultur- und Touristikbüro.
- Martinikirche

Die evangelische Martinikirche ist eine Hallenkirche aus dem 13. Jahrhundert. Nach dem durch den am 11. Dezember 1651 in Siegen abgeschlossenen Religionsvergleich wurde die Nutzung der Netphener Martini-Kirche durch die katholische und die evangelische Kirchengemeinde geregelt. Beide Gemeinden erhielten feste Gottesdienstzeiten im Wege des sog. Simultaneums, welches am 11. November 1895 durch Weihe der katholischen Kirche St. Martin zu Ende ging. Die katholische St. Martin-Kirche ist im neogotischen Stil aus unverputztem Feldstein errichtet.
- Obernautalsperre

Die Obernautalsperre ist mit 15 Mio. m³ die größte Trinkwassertalsperre des Siegerlands. Ein rund 9,6 km langer Wirtschaftsweg, der komplett um die Talsperre herumführt, lädt zu Wanderungen ein. Sie wird überragt von der Alten Burg (633 m), einer Fliehburg und Kultstätte aus der La-Tène-Zeit um 500 v. Chr. Dort wird jedes Jahr am 31. Dezember ein Volkslauf ausgetragen.
- Wasserburg Hainchen

Im Stadtteil Hainchen befindet sich die wiederaufgebaute Wasserburg Hainchen.
- Wassermühle Nenkersdorf

Die Geschichte der Mühle geht bis in das 12. Jahrhundert zurück. Sie gehörte bis in das 14. Jahrhundert den Schlossherren von Hainchen. Der damalige Schlossherr schenkte sie dann seinem Pächter. Sie ist seitdem über fünf Generationen im Besitz der Familie Weber. Die im Kreis einzigartige Mühle besitzt ein oberschlächtiges Wasserrad mit drei Mahlwerken, je zwei Walzenstühlen und einem Schrotgang. Alle Mahlwerke und der Aufzug für die Getreidesäcke können über Wasserkraft angetrieben werden.
- Kohlenmeiler Walpersdorf

Die Köhlerei zur Herstellung von Holzkohle hat im Siegerland aufgrund der Eisenverhüttung eine lange Tradition. In Walpersdorf befinden sich die einzigen noch betriebenen Kohlenmeiler im Siegerland. Verkohlt wird Holz von Eichen, Birken und Buchen. Aus vier Tonnen Holz wird etwa eine Tonne Holzkohle hergestellt.
- Sendeturm Ederkopf

Auch der 161 Meter hohe Betonturm des Senders Ederkopf steht im Stadtgebiet von Netphen.
- Kriegerehrenmal

Ferner existiert in Netphen ein am 20. Januar 1935 durch den Kaisersohn Prinz August Wilhelm von Preußen eingeweihtes Kriegerehrenmal.

### Sport
- SV Netphen

Der Fußballverein SV Netphen kann auf die längste Tradition im Ort sowie auf sportliche Erfolge im Senioren- und Juniorenfußball zurückblicken.
- SV Netphen – Hockeyabteilung

Mit der Hockeyabteilung verfügt der SV Netphen über die einzige sowohl im Feld- als auch Hallenspielbetrieb teilnehmende Hockeymannschaft im Landkreis Siegen-Wittgenstein.
- TVE Netphen

Der örtliche Turnverein TVE Netphen ist einer der ältesten und mit etwa 1300 Mitgliedern auch einer der größten Vereine in Netphen. Der Verein bietet Turnen, Badminton, Handball, Volleyball, Leichtathletik, Schwimmen, Triathlon an. Außerdem gibt es noch Rehasport und andere Kursangebote.
- EHC Netphen ’08

Der EHC Netphen ’08 wurde 2008 als Nachfolger des EC Siegerland und des früheren EHC Netphen gegründet. Die erste Mannschaft spielte zuletzt in der Saison 2016/17 in der Bezirksliga NRW, bis nach der Saison der Spielbetrieb eingestellt wurde. Heimstätte des Vereins war der Sportpark Siegerland in Netphen.
- Eisflitzer Netphen e. V.

Der einzige Frauen-Eishockey-Verein im Siegerland. Zwischen 1984 und 2014 wurde in Netphen im Fraueneishockey am Ligenspielbetrieb teilgenommen. Die Frauen begannen in der Eishockeyabteilung der TEG Netphen und machten sich 1986 als eigener Verein unter dem Namen Eisflitzer Netphen e. V. selbstständig.
- Eissportgemeinschaft Siegerland (EGS) e. V.

Eiskunstlauf- und Eistanz-Verein, der 1983 gegründet wurde. Hier können Kinder, Jugendliche und Erwachsene das Eislaufen erlernen. Auch der Leistungssport wird gefördert. Mit Saskia Stähler und ihrem Partner Sven Autorsen stellte die EGS 1990 sogar die Deutschen Meister im Eistanzen. Alljährlich finden die bundesweit beliebten Wanderpokale im Eistanzen und Eiskunstlaufen, der Dilldappen-Pokal und der Krönchen-Pokal, statt.
- Freizeitpark

Der Freizeitpark mit Tennishalle, Eisstadion, Hallenbad und Trampolinhalle. Die Tennishalle und das Eisstadion wurden im Oktober 1976 fertiggestellt und im 14. Mai 1977 zusammen mit dem Hallenbad eröffnet. Das Freibad folgte kurze Zeit später. Die Trampolinhalle wurde am 1. November 2018 eröffnet.

## Wirtschaft und Infrastruktur

### Ansässige Firmen
- Walzen Irle GmbH

Die Walzen Irle GmbH ist ein Walzenhersteller. Das Traditionsunternehmen kann auf eine über 200-jährige Firmengeschichte zurückblicken und war das erste Unternehmen in Deutschland, das Hartgußwalzen herstellte. WALZEN IRLE beschäftigt über 300 Mitarbeiter in zwei Werken in Deuz.
- Deutsche Telekom AG

Die Deutsche Telekom eröffnete 1997 im Netpher Stadtteil Dreis-Tiefenbach eine Niederlassung. In dem Gebäude waren in den ersten Jahren unter anderem die Technikniederlassung Siegen, Teile der Kundenniederlassung Wuppertal/Hagen sowie ein Call-Center „Technik“ von T-Online untergebracht. Teile des Gebäudes sind derzeit an andere Firmen vermietet; zum Beispiel ist seit Frühjahr 2012 die Regionalniederlassung Südwestfalen des Landesbetriebes Straßenbau in dem Gebäude untergebracht. Das Gebäude wird von der Firma STRABAG verwaltet.
- Flender-Flux

Flender-Flux ist ein im Stadtteil Deuz ansässiges Traditionsunternehmen mit einer 250-jährigen Firmengeschichte, dessen Hauptgeschäft die Herstellung von Metall-Dachsystemen ist.
- Gerberei Jüngst

Gerberei Jüngst ist ein Familienbetrieb seit 1897. Produkte und Leistungen der Gerberei: Gerbung von Fellen, Bälgen und Schwarten; Vorarbeiten für Tierpräparationen; Autofelle, Lammfelle und Fellprodukte.
- Deuzer Maschinenfabrik Heitze GmbH & Co.

Die Firma begann am 1. Mai 1939 als Kommanditgesellschaft zum Zwecke der Herstellung von Maschinen und Apparaten sowie zum Handel mit denselben unter dem Namen Maschinenfabrik M Heitze, Kommanditgesellschaft unter dem persönlich haftenden Gesellschafter Montagemeister Martin Heitze, dem Ingenieur Edmund Dietrich und dem Geschäftsführer Ernst Zimmermann.
Bis Ende 1939 wurde die erste Werkshalle in einer Größe von 600 m² erstellt und mit drei kleinen Drehmaschinen, einer Bohrmaschine, einer Handschweißanlage und fünf Montagearbeitsplätzen ausgerüstet. Zu einer Maschinenproduktion kam es vor Kriegsbeginn 1939 nicht.
1939 betrug die Belegschaft sechs Personen, sie stieg bis Ende 1945 auf acht an. Es wurden zunächst Holzbearbeitungsmaschinen wie Brennholzschneidemaschinen, Tischlerkreissägen, Holzbohrmaschinen und Blockbandsägen gebaut. Diese Fertigung wurde 1945, nachdem über 200 Maschinen fertiggestellt waren, eingestellt.
Auf Grund der Verbindung von Herrn Honig, der nach dem Zweiten Weltkrieg als Konstrukteur und später als Teilhaber in die Firma eintrat, mit seinem früheren Arbeitgeber Fa. Waldrich in Siegen wurde Ende 1945 in Zusammenarbeit mit der Firma Eugen Waldrich, Bad Godesberg, mit der Herstellung von Flachglasbearbeitungsmaschinen begonnen.
Das Programm wurde festgelegt auf Gelenkarmpoliermaschinen, kombinierte Schleif- und Poliermaschinen, Horizontalschleifmaschinen, Glasbohrmaschinen und Rillenschleifmaschinen. Die Fertigung ist etwa 1965 nach der Erfüllung des Nachholbedarfs der Glasindustrie langsam eingestellt worden.
- Alstom

In Dreis-Tiefenbach liegt ein Werk von Alstom, in dem Drehgestelle gefertigt werden. Es handelt sich dabei um die ehemalige SEAG Waggonbau, später Waggon Union und Bombardier Transportation.
- Eisen- und Blechwarenwerke Siegerland

In Netphen liegt das Werk, das Behälter und Apparate herstellt.

### Sonstiges
2014 wurde die Stiftung Gut für Netphen als Treuhandstiftung der Siegener Sparkassenstiftung gegründet. Deren Vorstand wird vom Rat der Stadt Netphen bestellt. Sie möchte insbesondere Projekte zur Integration fördern.

## Verkehr

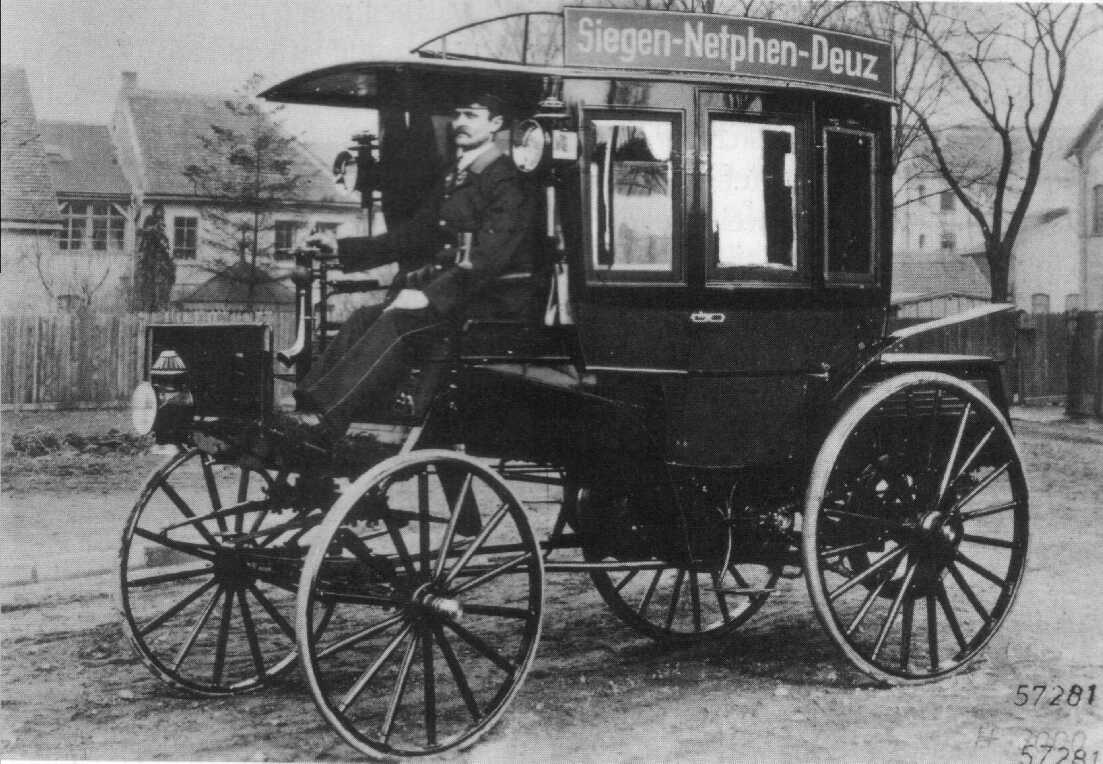
Der erste Benzin-Omnibus Landauer

### Straße
Das Stadtgebiet ist hauptsächlich über die B 62, die es von Südwesten nach Nordosten durchschneidet, zu erreichen. Ab dem Stadtteil Dreis-Tiefenbach besteht ein Anschluss an die Stadtautobahn Siegen.

### Eisenbahn
Für den Güterverkehr existierte die Kleinbahn Weidenau–Deuz, die in früheren Jahren von Irmgarteichen nach Siegen-Weidenau verlief. Die Eisenbahnstrecke wurde 2004 stillgelegt. Es wird nunmehr lediglich ein Inselbetrieb zwischen den Werken von Walzen Irle durchgeführt. Ansonsten wird der Öffentliche Personennahverkehr durch Linienbusse der VGWS abgewickelt. Über das Stadtgebiet verläuft im Nordosten ein kurzes Stück der Bahnstrecke Kreuztal–Cölbe, jedoch ohne einen Haltepunkt.

### Bus
Nach Netphen führte die von der Netphener Omnibusgesellschaft am 18. März 1895 eröffnete erste Omnibuslinie der Welt mit einem benzinbetriebenen Omnibus.

### Luftverkehr
An den internationalen Luftverkehr ist der Ort über den Flughafen Siegerland in der Gemeinde Burbach südwestlich von Netphen angeschlossen.

## Persönlichkeiten
- Johann Adam von Bicken (1564–1604), Erzbischof und Kurfürst von Mainz
- Elisabeth Grube (1803–1871), Dichterin und Schriftstellerin
- Katharina Diez (1809–1882), Schriftstellerin
- Gerhard Stötzel (1835–1905), Politiker, Abgeordneter im Reichstag für die Zentrumspartei
- August Kreuz (1873–um 1960), Landwirt, Domänenverwalter und Fachautor, im Ortsteil Herzhausen geboren
- Paul Scheuerpflug (1896–1945), Offizier, zuletzt Generalleutnant im Zweiten Weltkrieg
- Werner Grebe (* 1935), Bibliothekar und Hochschullehrer für Bibliotheks- und Informationswesen
- Albert Kühn (1938–2017), Fußballspieler und Amateurnationalspieler
- Hans Grieger (1941–1998), Fußballspieler und Amateurnationalspieler, begann seine Karriere beim SV Netphen.
- Klaus-Peter Thaler (* 1949), Radrennfahrer
- Elke Büdenbender (* 1962), Juristin, Ehefrau von Bundespräsident Frank-Walter Steinmeier, im Ortsteil Salchendorf aufgewachsen
- Friedrich Böhm (* 1980), Regisseur und Filmproduzent, im Ortsteil Brauersdorf aufgewachsen
- Benedikt Büdenbender (* 1989), Politiker (CDU), MdB, im Ortsteil Salchendorf lebend
- Giulia Becker (* 1991), Autorin, Fernsehmoderatorin, Sängerin, Podcasterin, im Ortsteil Unglinghausen aufgewachsen